# 헌장

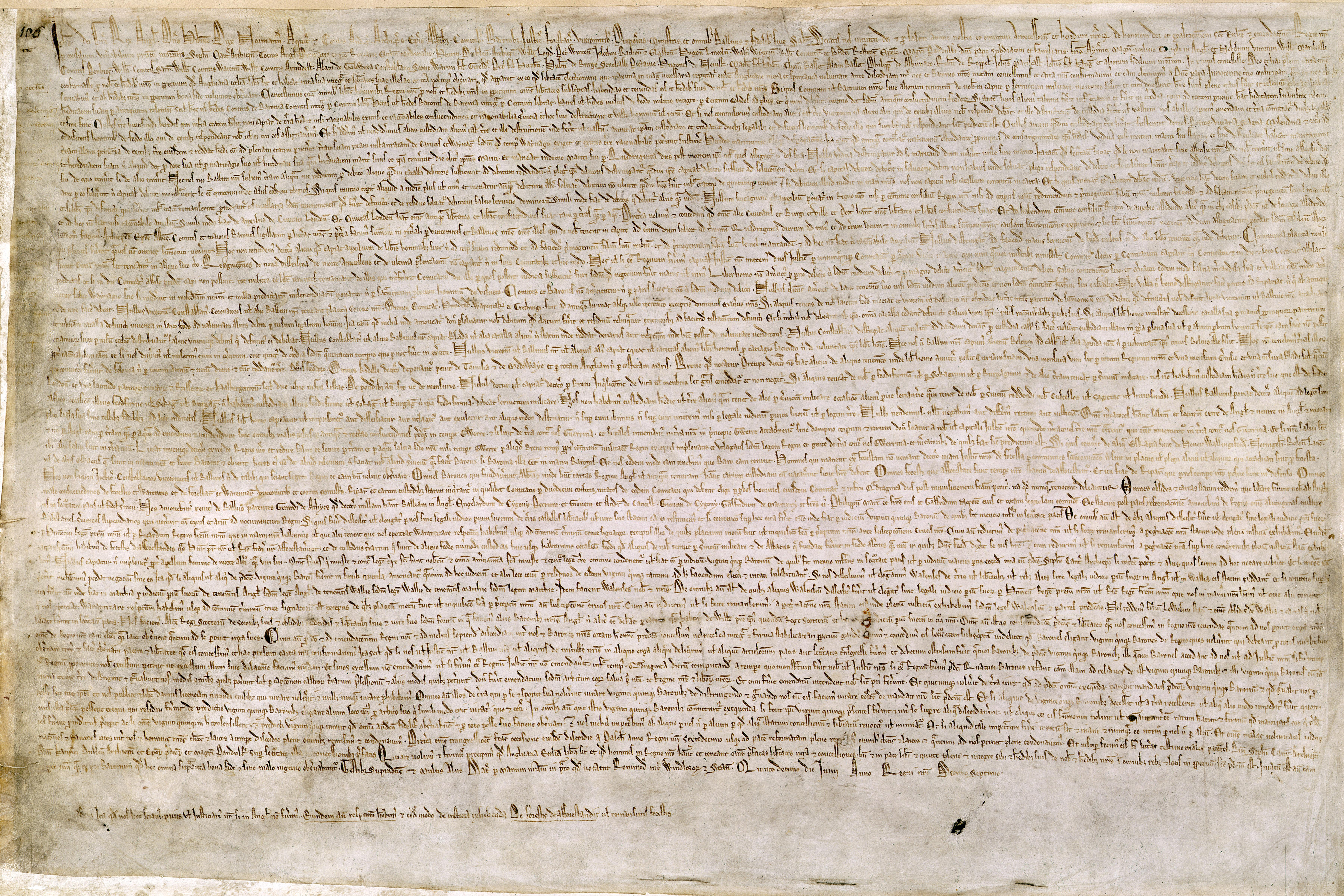
헌장의 예 (마그나 카르타)

헌장(憲章) 또는 차터(charter)는 어느 국가 혹은 기관, 단체, 비영리기구 등에서 어떠한 사실에 대해 지키려고 정한 규범이다. 법과 같이 강제적 구속력, 처벌성을 지니지는 않는다.

## 같이 보기
- 마그나 카르타
- 국민교육헌장
- 어린이 헌장